# Glarner Gemeindereform

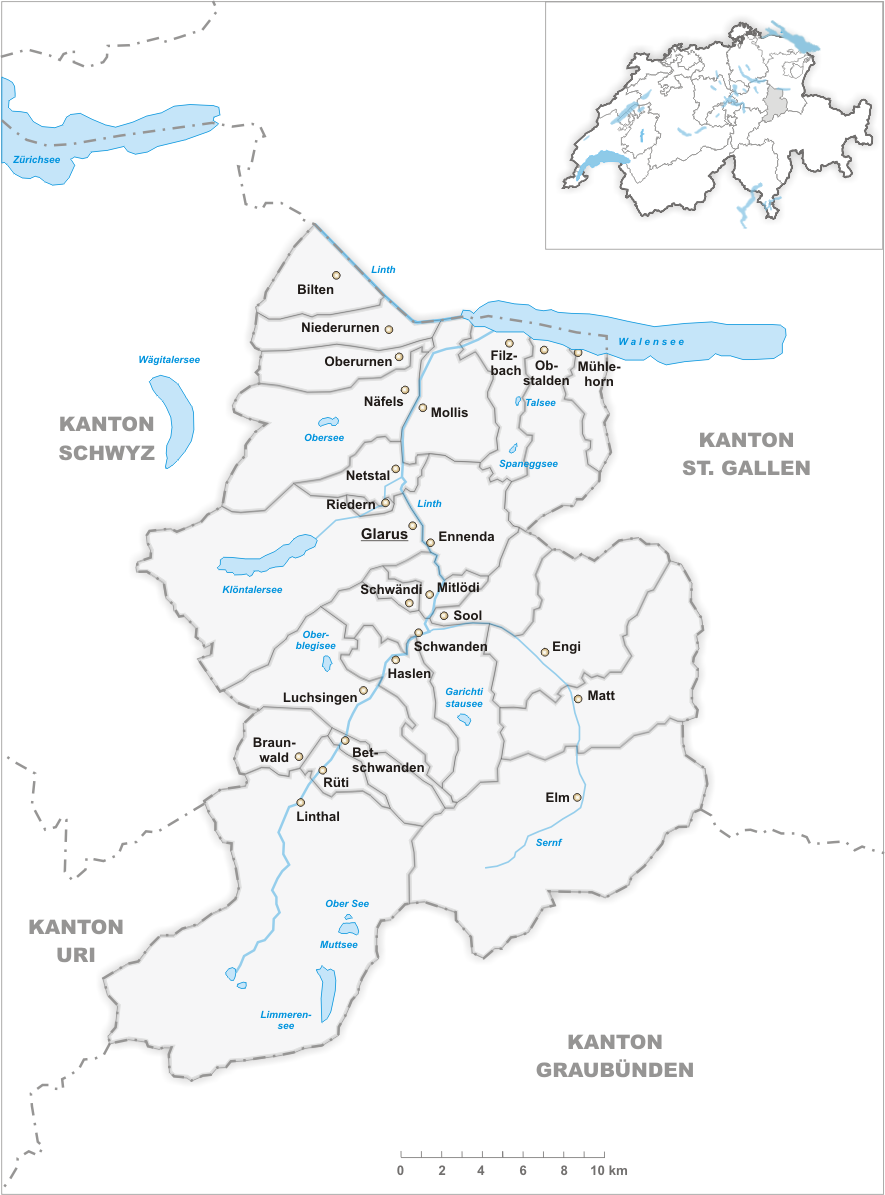
Gemeinden des Kantons Glarus vor der Gemeindereform

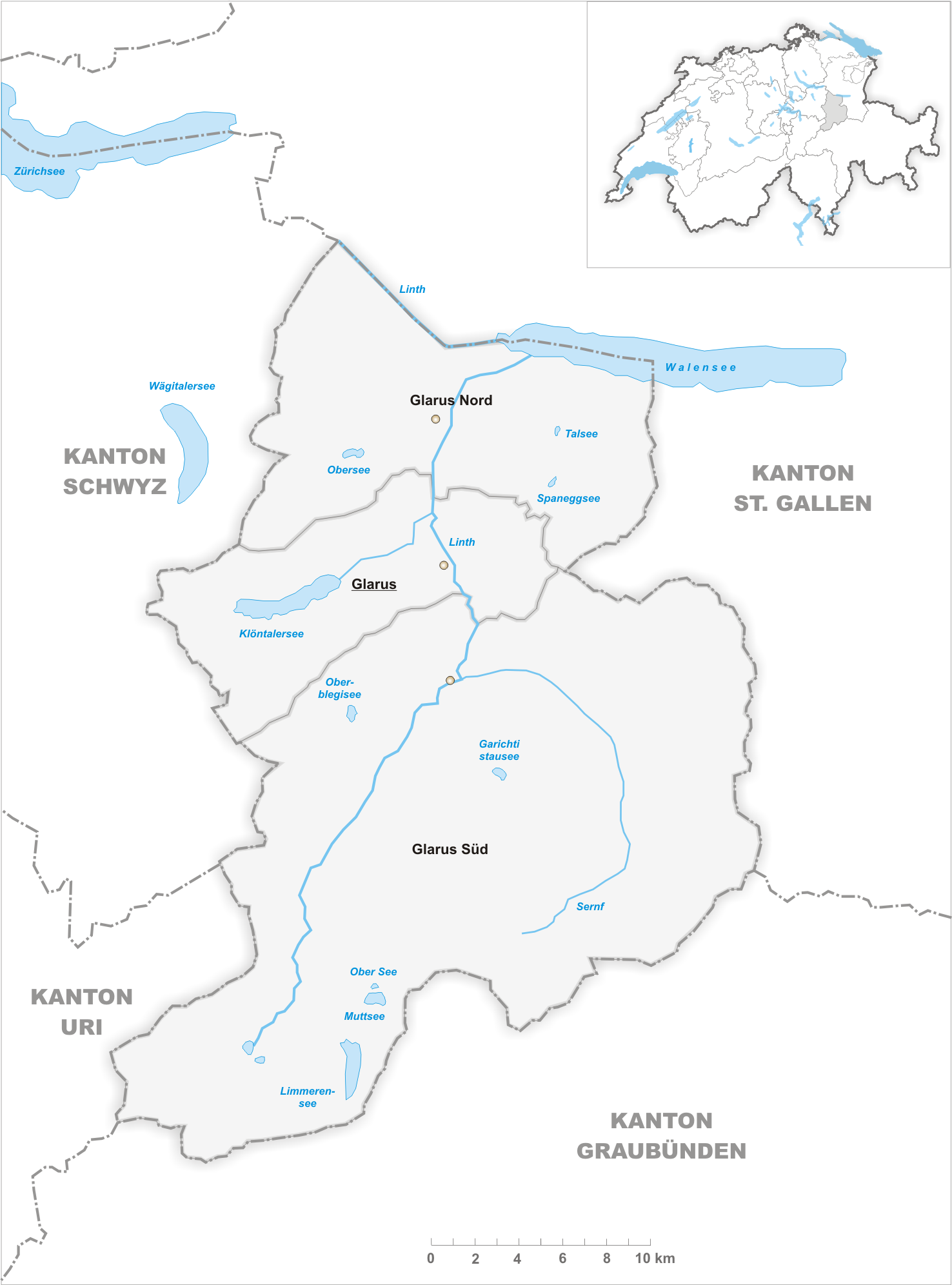
Gemeinden des Kantons Glarus nach der Gemeindereform

Unter Glarner Gemeindereform versteht man eine radikale Vereinfachung des Gemeindewesens im Kanton Glarus. Auf der Grundlage des Beschlusses der Landsgemeinde vom 7. Mai 2006 wurden zum einen die bislang 25 Ortsgemeinden (Stand: 1. Juli 2006) auf 3 Gemeinden (2011) reduziert und zum andern die Spezialtypen Schulgemeinde, Fürsorgegemeinde und Tagwen (Bürgergemeinde) aufgehoben beziehungsweise deren Aufgaben den drei neugebildeten Gemeinden zugeordnet. Neben diesen Einheitsgemeinden existieren seither allein noch die ebenfalls öffentlich-rechtlich anerkannten Kirchgemeinden der reformierten und der katholischen Landeskirche.

## Geschichte

### Vorgeschichte
Durch eine abwandernde Bevölkerung, zahlreiche leerstehende Fabrikhallen und gravierende finanzielle Probleme einzelner Gemeinden sorgte der Kanton seit längerem schweizweit für Aufsehen. Beispielsweise erlitt die Gemeinde Bilten trotz ihres hervorragenden Wirtschaftsstandorts massive Steuereinbussen. Dies führte zu Überlegungen, die politisch unabhängigen Gemeinden zu grösseren Einheiten zu verschmelzen. Gegner und Befürworter der Gemeindereform meldeten sich schon vor der Landsgemeinde mit Leserbriefen in der Lokalpresse.

### Landsgemeinde
Vom Landrat und vom Regierungsrat wurde ein Modell favorisiert, das die Reduktion von damals 25 Ortsgemeinden auf 10 Einheitsgemeinden vorsah. Landrat Hansjörg Marti stellte einen Antrag auf die Bildung von sieben Einheitsgemeinden. Ein Vorstoss von Kurt Reifler, Landsgemeindeteilnehmer aus Ennenda, verlangte sogar die Reduktion auf drei Einheitsgemeinden, die den drei bestehenden Planungsregionen entsprachen. In einer fünfstufigen Abstimmung wurde überraschenderweise Reiflers Vorschlag von der Landsgemeinde mit einer knappen Mehrheit – es brauchte ein dreimaliges Ausmehren, das dritte unter Beizug aller fünf Regierungsratsmitglieder – gutgeheissen.

### Gerichtliches und politisches Nachspiel
Gegen diesen Beschluss der Landsgemeinde reichte ein Stimmbürger beim Verwaltungsgericht des Kantons Glarus eine Klage ein. Er zweifelte die Rechtmässigkeit der Abstimmung an, da der Antrag für die Schaffung dreier Gemeinden erst während der Debatte eingebracht wurde. Die Klage wurde vom Verwaltungsgericht am 6. Juni 2006 abgewiesen.
Diese Klage und eine staatsrechtliche Beschwerde wurden an das Bundesgericht weitergezogen. Das Bundesgericht wies am 3. November 2006 sowohl die staatsrechtliche Beschwerde gegen den Entscheid des Verwaltungsgerichts vom 6. Juni 2006 als auch die staatsrechtliche Beschwerde gegen den Landsgemeindebeschluss des Kantons Glarus vom 7. Mai 2006 ab. Die beanstandete Verletzung von Artikel 118 der Glarner Kantonsverfassung, der vorsieht, dass die Stimmberechtigten der betroffenen Gemeinden über Bestand und Zusammenschlüsse von Gemeinden selber entscheiden, wurde durch das Bundesgericht ebenso wenig geprüft wie die Verletzungen von Artikel 34 Absatz 2 und von Artikel 65 der Bundesverfassung. Das Bundesgericht vertrat lediglich den Standpunkt, dass eine Verletzung von Artikel 118 der Kantonsverfassung früher hätte gerügt werden müssen, nämlich im Zeitpunkt der Vorbereitung der Landsgemeinde. Ob der Entscheid mit der Europäischen Charta der kommunalen Selbstverwaltung, die auch von der Schweiz ratifiziert wurde, zu vereinbaren ist, wurde bisher nicht geprüft.

### Ausserordentliche Landsgemeinde
Das Initiativkomitee für ein demokratisches, faires und effizientes Glarnerland forderte die Einberufung einer ausserordentlichen Landsgemeinde mit dem Ziel, den Strukturreformentscheid zur Schaffung von drei Gemeinden aufzuheben. Mit den von ihm gesammelten und eingereichten 2279 gültigen Unterschriften kam die Initiative zustande. Die ausserordentliche Landsgemeinde – die erste seit 155 Jahren – fand am 25. November 2007 statt und bestätigte den Beschluss für die Gemeindereform mit grossem Mehr. Einen Memorialsantrag, der verlangte, gleich den ganzen Kanton in einer Gemeinde zusammenzufassen, empfanden die Glarner als zu radikal und lehnten ihn ab.

## Die neuen Gemeinden
In der Folge wurden Namen und Umfang der neuen Gemeinden definiert und ihre Konstituierung umgesetzt. Nach Abschluss aller Verfahren auf Stufe Kanton und Bund erfolgte die Publikation der Gemeindenamen im Bundesblatt.
Als Arbeitstitel fungierten Glarus Süd, Glarus Mitte und Glarus Nord. Auch die Bezeichnungen Glarus Hinterland, Glarus Mittelland, Glarus Unterland waren im Gespräch.

### Glarus Süd
Glarus Süd umfasst das Glarner Hinterland und wurde damit in Bezug auf die Fläche zur grössten Gemeinde der Schweiz (inzwischen hat die Gemeinde Scuol im Unterengadin die grösste Fläche der Schweiz). Dieser Gemeinde gehören an:
- das Sernftal mit den ehemaligen Gemeinden Engi, Matt und Elm, auch Kleintal genannt, sowie
- das Grosstal, das von der Linth durchflossen wird. Es umfasst die zuvor bestehenden Gemeinden Betschwanden, Braunwald, Haslen (bestehend aus den am 1. Juli 2006 fusionierten Haslen, Leuggelbach und Nidfurn), Linthal, Luchsingen (bestehend aus den schon früher fusionierten Gemeinden Diesbach, Luchsingen und Hätzingen), Mitlödi, Rüti, Schwanden, Schwändi und Sool. Zum Grosstal gehört ein Teil der Glarner Alpen, die teils bewirtschaftet werden.

Am 23. April 2009 stimmten die Stimmbürger der betroffenen Gemeinden über das Wappen ab und entschieden sich gleichzeitig für den zukünftigen Gemeindenamen Glarus Süd. Als mögliche Namen waren auch Schwanden oder Fryberg in Diskussion.

### Glarus Nord
Glarus Nord ist der Name der politischen Gemeinde, welche vor allem die Linthebene des Kantons Glarus, den Kerenzerberg und einen Teil des Walensees umfasst. Die neue Gemeinde erstreckt sich über das Gebiet der bis dahin selbstständigen Gemeinden Bilten, Filzbach, Mollis, Mühlehorn, Näfels, Niederurnen, Oberurnen und Obstalden und zählte zum Fusionszeitpunkt knapp 17'000 Einwohner.
An der Gemeindeversammlung vom 14. Januar 2009 bestimmten die Bürger der bisherigen Gemeinden den Namen Glarus Nord für die zukünftige Gemeinde; als Gegenvorschlag stand der Name Linth zur Diskussion, der jedoch von einer Mehrheit abgelehnt wurde. Die Versammlung wählte das Gemeindewappen und bevorzugte ein Gemeindeparlament zusätzlich zur direktdemokratischen Gemeindeversammlung.

### Glarus
Die Gemeinde Glarus umfasst den Kantonshauptort Glarus sowie das Klöntal und die bisherigen Gemeinden Ennenda, Netstal und Riedern. Die Talschaft wird von der Linth durchflossen und ist umgeben von den Glarner Alpen. Am 12. Dezember 2008 entschieden sich die Stimmbürger für ein gemeinsames Wappen.